# Франич, Иван
Иван Франич (хорв. Ivan Franić; род. 27 февраля 1939, Загреб) — хорватский архитектор.
Окончил архитектурный факультет Загребского университета (1963). В 1964—1973 и 1978—1983 гг. работал в различных загребских проектных институтах, в 1973—1977 гг. вёл исследовательскую работу в Институте гражданского строительства Хорватии, в 1977—1978 гг. стажировался в Дании. В 1983—1987 гг. директор инженерно-строительного объединения Industrogradnja. В 1987 г. основал и возглавил проектное объединение Plan.
Несмотря на то, что в целом Франич специализировался на проектировании индустриальных объектов, самая известная его работа — католический Кафедральный собор Девы Марии в Мостаре: проект Франича (в соавторстве с женой Хильдегард Ауф-Франич) выиграл в 1972 году конкурс у пяти других югославских архитекторов, строительство было завершено в 1980 году. Кроме того, Франичу принадлежат проекты фабрики «Картонпласт» в Плоче, нескольких объектов нефтеперерабатывающего комплекса в Босански-Броде, склада торговой компании Konzum в загребском районе Житняк и т. д. В 1990-е гг. занимался жилищным строительством, был одним из авторов проекта реконструкции площади Старчевича в центре Загреба. Лауреат и дипломант ряда югославских архитектурных конкурсов, в том числе в 1990 г. вместе с Богданом Плечашем получил первую премию за проект коммерческого центра в Груже (район Дубровника), однако проект не был реализован.